# Alojz Turk
Alojz Turk (Prečna, 1909. november 21. – Ljubljana vagy Novo mesto, 1995. április 20. vagy 1995. április 19.) szlovén katolikus pap, belgrádi érsek.

## Pályafutása
A ljubljanai teológiai karon tanult. Tanulmányai alatt a keresztény egység kérdése felé fordult. 1934. július 8-án szentelték pappá.
1934-től Szkopjében és a diaszpórábban szolgált káplánként, ahol 1935 januárjában megbízták a Blagovest egyházi lap szerkesztésével is. A második világháború kitörésekor, 1941-ben tábori lelkészként a frontra került. 1944-ben szkopjei székhellyel az egyházmegye bolgár uralom alatt álló részének általános helynökévé nevezték ki különleges jogkörrel. 1955-ben vissza kellett térnie Szlovéniába.
1959-től Belgrádban élt, ahol a Krisztus király plébánián szolgált. 1964-ben a Blagovest főszerkesztője lett. Baráti kapcsolatot ápolt a Szerb ortodox egyházzal.

### Püspöki pályafutása
1980. március 4-én belgrádi érsekké nevezték ki. Április 20-án szentelte püspökké Michele Cecchini jugoszláviai apostoli pronuncius, Franjo Kuharić zágrábi és Alojzij Šuštar ljubljanai érsek segédletével.
1986-ban, megbizatása megszűntét követően visszatért Szlovéniába, és haláláig Novo mestóban élt.